# Папкович, Пётр Фёдорович

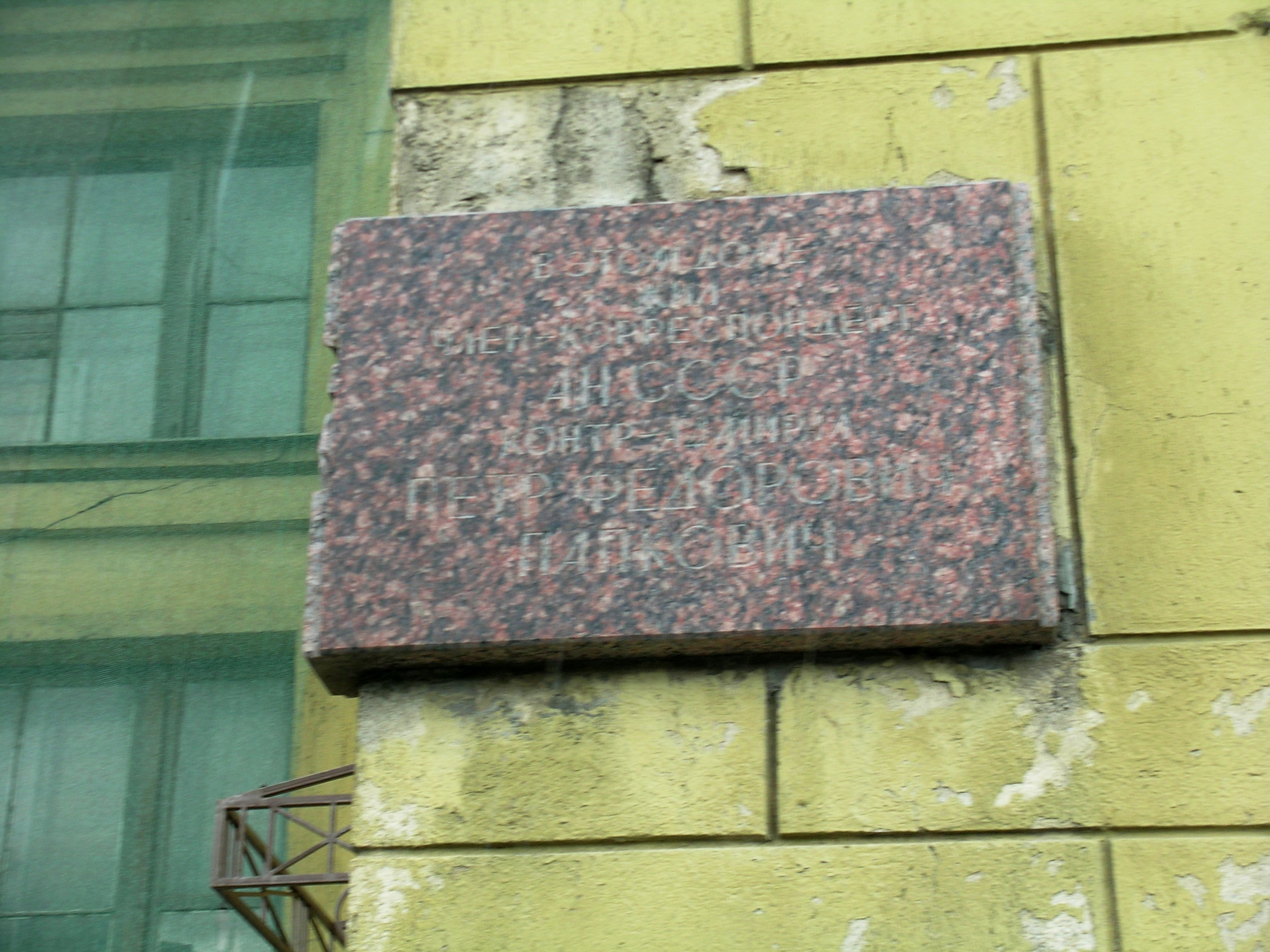
Ул. Мичуринская, д. 1. «В этом доме жил член-корреспондент АН СССР, контр-адмирал Папкович Пётр Фёдорович»

Пётр Фёдорович Папко́вич (24 марта [5 апреля] 1887, Брест-Литовск, Гродненская губерния, Российская империя — 3 апреля 1946, Ленинград, СССР) — советский учёный-кораблестроитель, инженер-контр-адмирал (1940), член-корреспондент Академии наук СССР (1933), доктор технических наук (1935), заслуженный деятель науки и техники РСФСР (1944). Профессор.

## Биография
Родился 24 марта (5 апреля) 1887 года в городе Брест-Литовске (ныне Брест) в семье межевого инженера.
В 1905 году окончил с золотой медалью гимназию в Самаре и в том же году поступил на кораблестроительное отделение Петербургского политехнического института. В 1911 году он получил квалификацию морского инженера, защитив кроме дипломного проекта ещё и дипломную работу, посвящённую гашению вибраций в корпусе корабля. Тема такой работы выбиралась самостоятельно. Она была поддержана его учителем — А. Н. Крыловым.
После окончания института был назначен ассистентом конструктора на Адмиралтейский судостроительный завод. Затем занимал должности помощника заведующего техническим бюро и заведующего техническим бюро. Принимал непосредственное участие в строительстве линкоров типа Севастополь. В 1916 году произведён в чин штабс-капитана корпуса корабельных инженеров.
С победой Великой Октябрьской социалистической революции перешёл на сторону Советской власти и с 1918 года работал в советском ВМФ. Был начальником артиллерийского бюро (1918—1922), работал в КБ подводного плавания (1922—1924), руководил проектированием первых советских лесовозов и теплоходов в судостроительном КБ и работал в Регистре СССР (1924—1929).
Параллельно трудовой деятельности с 1916 года читал лекции по строительной механике в Политехническом институте (в 1925—1930 — профессор). В 1927—1934 годах принимал участие в составлении «Технической энциклопедии» в 26-и томах под редакцией Л. К. Мартенса, автор статей по тематике «судостроение». В 1934—1940 годах — профессор Ленинградского кораблестроительного института.
С августа 1920 по 1946 годы непрерывно работал в Военно-морской академии: адъюнкт, с сентября 1923 — штатный преподаватель, с июля 1935 — начальник кафедры.
15 марта 1936 года ему присвоено воинское звание инженер-флагмана 3-го ранга, 13 июня 1939 года — инженер-флагмана 2-го ранга, 4 июня 1940 года — инженер-контр-адмирала.
В последний год жизни заведовал также кафедрой сопротивления материалов в Ленинградском военно-механическом институте.
Умер 3 апреля 1946 года. Похоронен в Санкт-Петербурге на Литераторских мостках Волковского православного кладбища.

## Память

Могила Папковича на Литераторских мостках в Санкт-Петербурге.

- На доме, где жил П. Ф. Папкович, установлена мемориальная доска.
- Его именем был назван корабль ВМФ СССР — морской тральщик, вступивший в строй в 1952 году, и теплоход (1985).

## Награды
- 2 ордена Ленина (21.02.1945; 11.06.1945)
- орден Красного Знамени (03.11.1944)
- орден Трудового Красного Знамени (24.07.1943)
- медали[4].
- орден Святого Станислава 3-й степени
- Сталинская премия первой степени (1946) — за научный труд «Строительная механика корабля».[5]